# A doua variantă
A doua variantă este un film românesc din 1987 regizat de Ovidiu Ionescu. Rolurile principale au fost interpretate de actorii Ion Caramitru și Ioana Pavelescu.

## Distribuție
- Ioana Pavelescu
- Ion Caramitru
- Costel Constantin
- Zephi Alșec
- Lucia Mureșan
- Corado Negreanu
- Mircea Bașta
- Constantin Fugașin
- Radu Dunăreanu

## Primire
Filmul a fost vizionat de 1.197.193 de spectatori în cinematografele din România, după cum atestă o situație a numărului de spectatori înregistrat de filmele românești de la data premierei și până la data de 31 decembrie 2014 alcătuită de Centrul Național al Cinematografiei.